# کاسون الجبل
کاسون الجبل (به عربی: کاسون الجبل) یک روستا در سوریه است که در حماه واقع شده‌است. کاسون الجبل ۵۸۶ نفر جمعیت دارد.